# HD 53240
HD 53240，又名BD-09 1818，SAO 152308、HR 2656，是一颗恒星，视星等为6.45，位于銀經223.36，銀緯-1.85，其B1900.0坐标为赤經6h 59m 12.9s，赤緯-9° -1.85′ 34″。